# Картрайт, Мэри
Дама Мэри Люси Картрайт (англ. Dame Mary Lucy Cartwright; 17 декабря 1900, Айнхо, Нортгемптоншир — 3 апреля 1998, Кембридж) — британский математик, дама-командор Ордена Британской империи (DBE).
Член Лондонского королевского общества (1947), почётный член Королевского общества Эдинбурга (1968).
Мэри Картрайт и Джон Идензор Литлвуд были одними из первых математиков, которые исследовали то, что позже стало известно как теория хаоса. Она нашла большое количество решений проблемы, которую она изучала; позже это стало рассматриваться как пример эффекта бабочки.

## Биография

### Ранняя жизнь
Мэри Картрайт родилась в Айнхо (Нортгемптоншир), где её отец Уильям Дигби Картрайт был викарием. Через бабушку Джейн Холбех она происходит от поэта Джона Донна и Уильяма Момпессона. Она имела двух старших братьев, младшего брата и младшую сестру: Джона (1896 год), Найджела (1898 год), Джейн (1905 год) и Уильяма (1907 год).
Раннее образование Картрайт получала в старшей школе Лимингтон (1912—1915), а потом в школе Глейвли Менор в Боскомби (1915—1916), а окончила обучение в школе Годольфина в Солсбери (1916—1919).
Картрайт изучала математику в колледже святого Хью в Оксфорде, окончив его в 1923 году со степенью первого класса. Она была первой женщиной, которая получила такую степень. Затем она преподавала в школе Элис Отли в Вустере и школе аббатства Викомб в Бакингемшире, прежде чем вернуться в Оксфорд в 1928 году для получения докторской степени.
Во время докторантуры, научным руководителем Картрайт был Годфри Харолд Харди. В течение учебного года Гарди преподавал в Принстоне, поэтому Тичмарш взял на себя обязанности руководителя. Её диссертация «Нули интегральных функций специальных типов» была рассмотрена Джоном Литлвудом, с которым она впервые встретилась как с экзаменатором на своем устном экзамене. Позже она долгое время сотрудничала с Литлвудом.
В 1930 году Мэри Картрайт получила научную стипендию Ярроу и перешла в колледж Гиртон (Кембридж), чтобы продолжить работу над темой её докторской диссертации. Посещая лекции Литлвуда, она решила одну из открытых проблем, которые он поставил. Ее математическая теорема, теперь известна как теорема Картрайт, дает оценку максимального модуля аналитической функции, которая принимает значение не больше, чем в p раз на единичном диске. Для доказательства теоремы она использовала новый подход, применяя методику, представленную Ларсом Альфорс для конформных отображений.

### Карьера
В 1936 году Картрайт стала директором математических исследований в колледже Гиртон, а в 1938 году начала работу над новым проектом, который имел большое влияние на направление ее исследований. Совет радио-исследований Департамента научных и промышленных исследований Великобритании издал меморандум в отношении отдельных дифференциальных уравнений, которые были получены при моделировании работы радио и радара. Они попросили Лондонское математическое общество помочь найти математика, который сможет работать над этими проблемами, а Мэри Картрайт заинтересовалась этим меморандумом. Динамика в основе проблем была не знакомой Картрайт, и в этом вопросе она просила помощи у Литлвуда. Они начали сотрудничество в исследовании уравнений. Литлвуд писал:

Чтобы что-то делать, мы продолжали и продолжали заниматься им без всякой перспективы получить «результаты»; и вдруг полная перспектива драматической тонкой структуры решений смотрела нам в лицо.

Тонкая структура, которую описывает Литлвуд, сегодня является типичным примером эффекта бабочки. Сотрудничество привело к важным результатам, которые в значительной степени повлияли на направление, которое приняла современная теория динамических систем.
В 1945 году Картрайт упростила элементарное доказательство Эрмита иррациональности числа π (Пи (число)). Её версия доказательства была опубликована в приложении к книге Гарольда Джеффриса «Научный вывод» (англ. Scientific Inference). В 1947 году она была избрана членом Королевского общества.
Картрайт была назначена деканом колледжа Гиртон в 1948 году. Позднее стала преподавателем теории в Кембридже в 1959 году и находилась на этой должности до 1968 года. С 1957 по 1960 годы она была президентом Кембриджской ассоциации университетских женщин.
После оставления колледжа Гиртон, Картрайт была приглашена профессором в Брауновский университет, в котором проработала с 1968 до 1969 год и в Высшую школу Клермонт с 1969 до 1970 год.

## Признание
Картрайт была первой женщиной, которая:
- получила медаль Сильвестра[10]
- состояла в Совете Лондонского королевского общества
- была президентом Математической ассоциации (1951 год)[18]
- была президентом Лондонского математического общества (1961-62)[8]

Картрайт также получила медаль де Моргана от Королевского общества в 1968 году и в том же году она была избрана Почётным членом Королевского общества Эдинбурга (HonFRSE). В 1969 году она получила награду королевы, став дамой Мэри Картрайт, командором ордена Британской империи.

## Публикации
- 1945: (с Джоном Литлвудом) «On Non-linear Differential Equations of the Second Order», Journal of the London Mathematical Society 20: 180 doi:10.1112/jlms/s1-20.3.180
- 1956: Integral Functions, Cambridge Tracts in Mathematics and Mathematical Physics No. 44
- 1964: "From non-linear oscillations to topological dynamics, " Journal of the London Mathematical Society 39: 1931[21]